# Massa Fermana
Massa Fermana là một đô thị ở tỉnh Ascoli Piceno ở vùng Marche, cách khoảng 50 km về phía nam của Ancona và khoảng 35 km về phía tây bắc của Ascoli Piceno. Đến thời điểm ngày 31 tháng 12 năm 2004, đô thị này có dân số là 970 người và diện tích là 7,7 km².
Massa Fermana giáp các đô thị: Fermo, Loro Piceno, Mogliano, Montappone, Montegiorgio.